# Phoenicopterus
Phoenicopterus Linnaeus, 1758 è un genere di uccelli della famiglia Phoenicopteridae, diffuso sia nel continente americano che in Europa, Asia e Africa.
Sono uccelli sociali che vivono in grossi stormi nelle aree acquatiche, le cui dimensioni vanno da 1 metro a 1 metro e mezzo d'altezza.
Le specie più grandi si nutrono in habitat salini o desertici. I nidi sono fatti di fango compatto e hanno la forma di tumulo con una cima concava, nella quale viene deposto un singolo uovo bianco.
In epoca romana la loro lingua era una prelibatezza. Scriveva Marziale (Xenia): "Le penne rosse mi danno il nome, ma la mia lingua piace ai golosi. E se la mia lingua potesse parlare?"

## Etimologia
Il nome scientifico del fenicottero deriva dal greco antico: φοινικόπτερος?, phoinikópteros ("dalle piume rosse") nome che già nella Grecia antica indicava il fenicottero; il nome è composto dal greco antico: φοῖνιξ?, phoînix ("porpora") e πτέρον, ptéron ("penna, piuma").
Il nome inglese flamingo deriva dal portoghese o dallo spagnolo flamengo, "flame coloured" (color fiamma)

## Biologia
I fenicotteri si nutrono filtrando cianobatteri, crostacei e molluschi.
Il loro becco dalla forma ricurva si è adattato appositamente per separare fango e silice dal cibo che consumano e questi uccelli lo usano, unici nel loro genere, in posizione capovolta. Il filtraggio di cibo è possibile grazie a strutture pelose, dette lamelle, che allineano le mandibole e la grande lingua dalla superficie ruvida. I fenicotteri sono inoltre noti per stare in equilibrio su una sola zampa mentre stanno in piedi e si nutrono.
I piccoli escono dal guscio con un piumaggio bianco, ma le piume di un fenicottero nella fase adulta sono di un colore che va dal rosa chiaro al rosso vermiglio, dovuto al carotene presente nel cibo. Un fenicottero ben nutrito e in salute è molto variopinto; quanto più è rosa, tanto più è desiderabile come partner. Un fenicottero bianco o pallido, comunque, di solito è malato o denutrito.
I fenicotteri producono una sostanza simile al "latte di piccione", costituito da grassi, proteine e carboidrati, che viene prodotto in ghiandole allineate nel tratto digerente superiore. Entrambi i genitori nutrono i loro piccoli e i giovani fenicotteri si nutrono di questo "latte" per circa due mesi, finché il loro becco non è abbastanza sviluppato da poter filtrare il cibo.

## Tassonomia
Il genere Phoenicopterus raggruppa tre specie:
- Phoenicopterus roseus Pallas, 1811 - fenicottero maggiore, diffuso in Africa, Asia meridionale ed Europa meridionale.
- Phoenicopterus ruber Linnaeus, 1758 - fenicottero rosso, presente nei Caraibi, in Mesoamerica e nelle Isole Galapagos, fino a poco tempo fa considerato una sottospecie del fenicottero maggiore
- Phoenicopterus chilensis Molina, 1782 - fenicottero del Cile, diffuso in Sudamerica

### Binomi obsoleti
- Phoenicopterus minor = Phoeniconaias minor
- Phoenicopterus jamesi = Phoenicoparrus jamesi
- Phoenicopterus andinus = Phoenicoparrus andinus

## Evoluzione
I fenicotteri si sono probabilmente sviluppati nel Terziario inferiore (circa 50 milioni di anni fa); fossili appartenenti a un genere di uccello, noto come Juncitarsus, fanno supporre che i fenicotteri derivino da primitivi caradriiformi (Charadriiformes), e non da ciconiiformi (Ciconiiformes) come precedentemente si pensava. Numerosi resti fossili di animali simili a fenicotteri (Palaelodidae) si rinvengono in terreni dell'Oligocene in Europa, Nordamerica e Australia. Probabilmente queste forme non possedevano il caratteristico becco specializzato dei fenicotteri attuali. Il più antico vero fenicottero è Phoenicopterus croizeti, dell'Oligocene della Francia, già dotato del tipico rostro incurvato. In Africa è noto Phoenicopterus aethiopicus del Miocene superiore, mentre in Australia i fenicotteri abbondavano fin dall'Oligocene superiore (Phoeniconotius dalle forme robuste, Phoenicopterus novaehollandiae), circa 25 milioni di anni fa.

## Galleria d'immagini

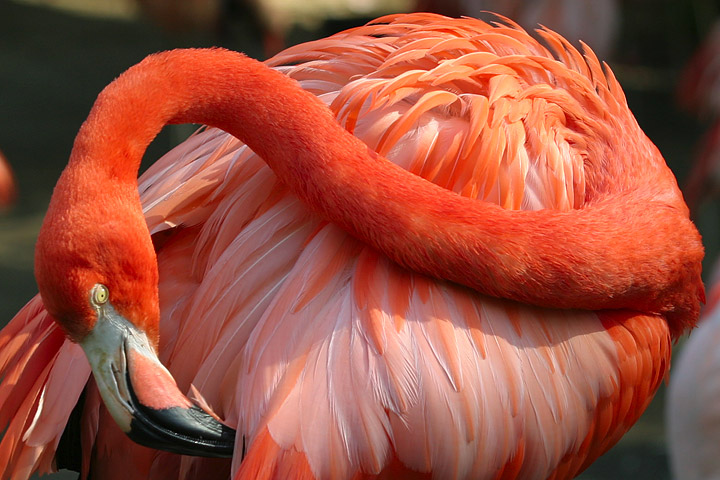
Fenicottero caraibico
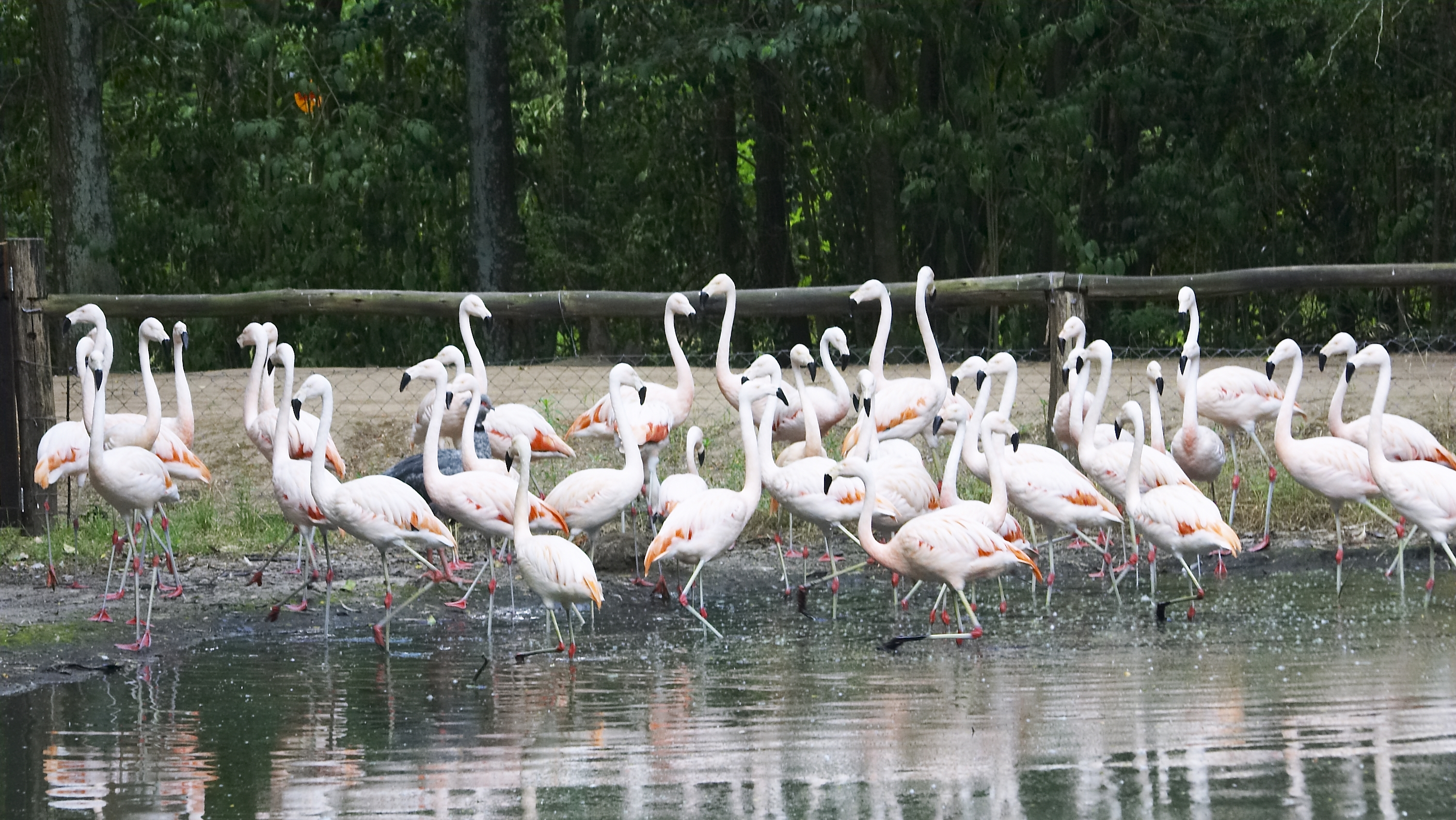
Gruppo di fenicotteri
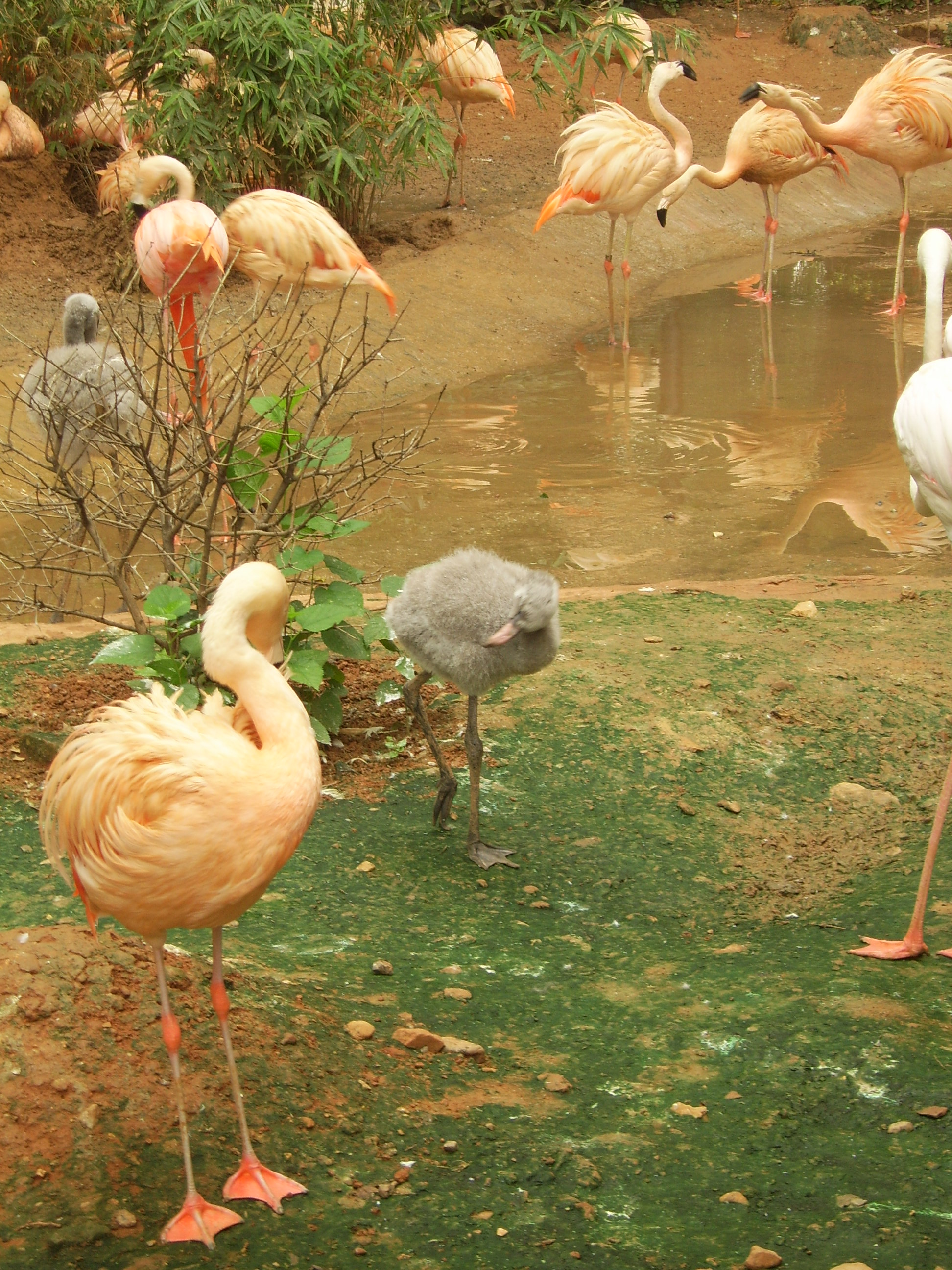
Pulcino di fenicottero
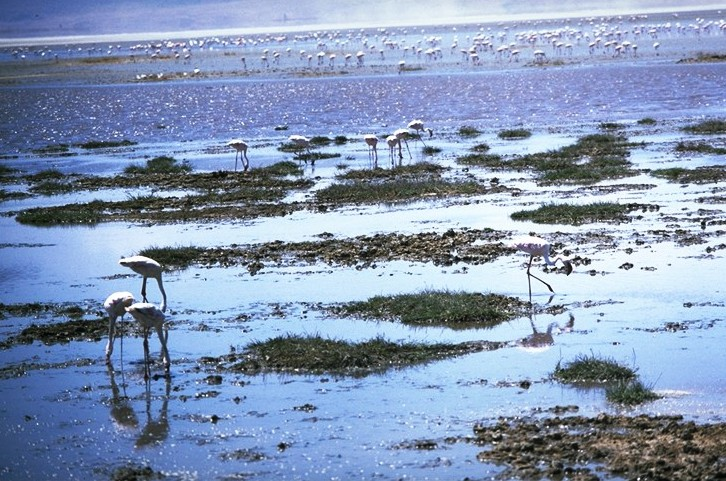
Fenicotteri a Ngorongoro
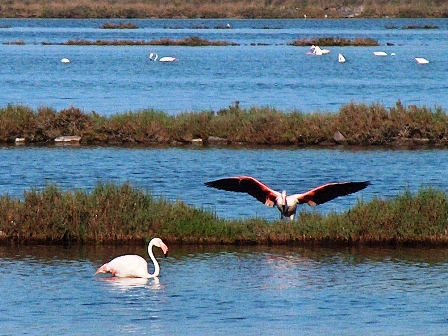
Fenicotteri nello stagno di Carloforte in Sardegna
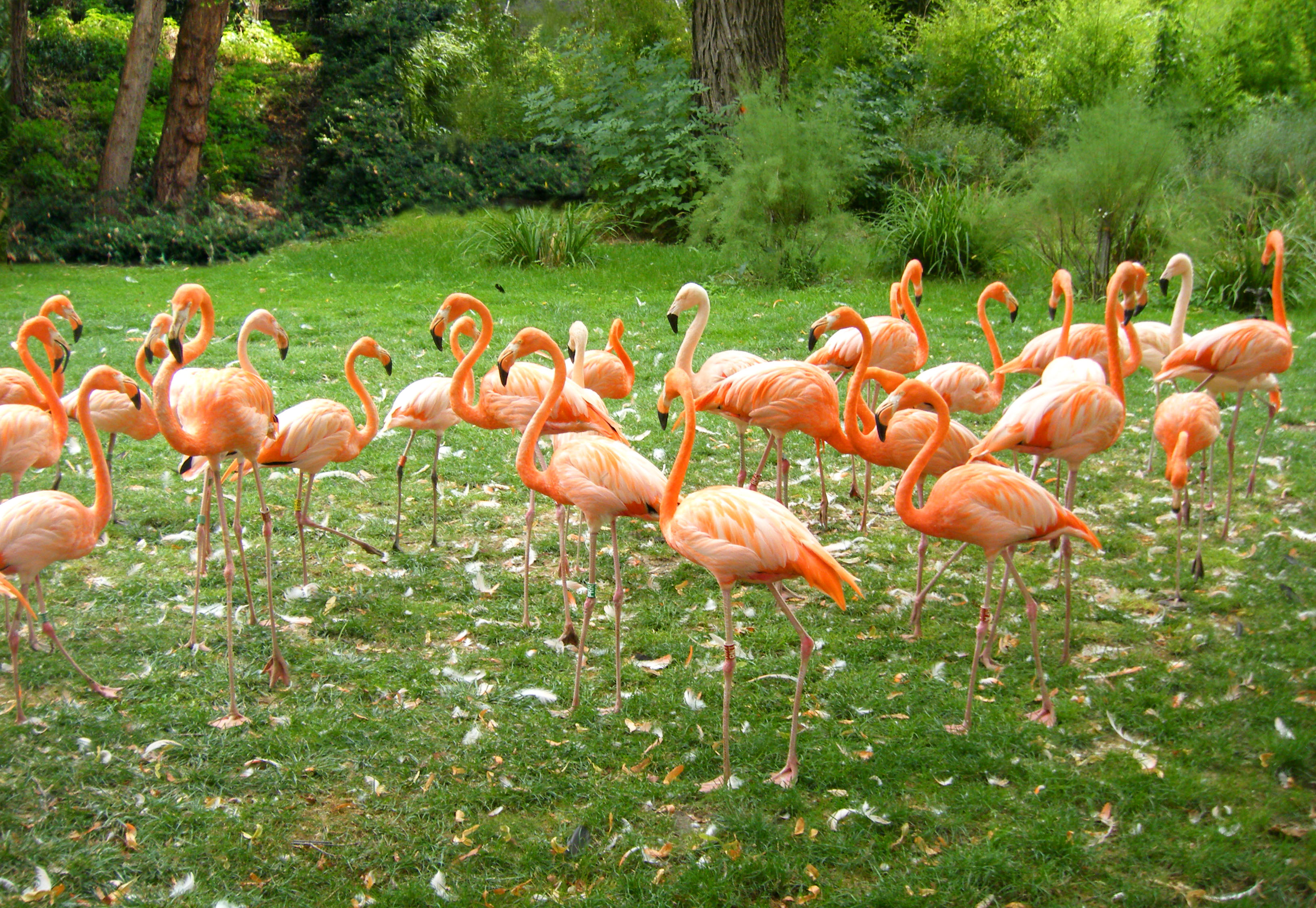
Fenicotteri rossi allo zoo di Parigi
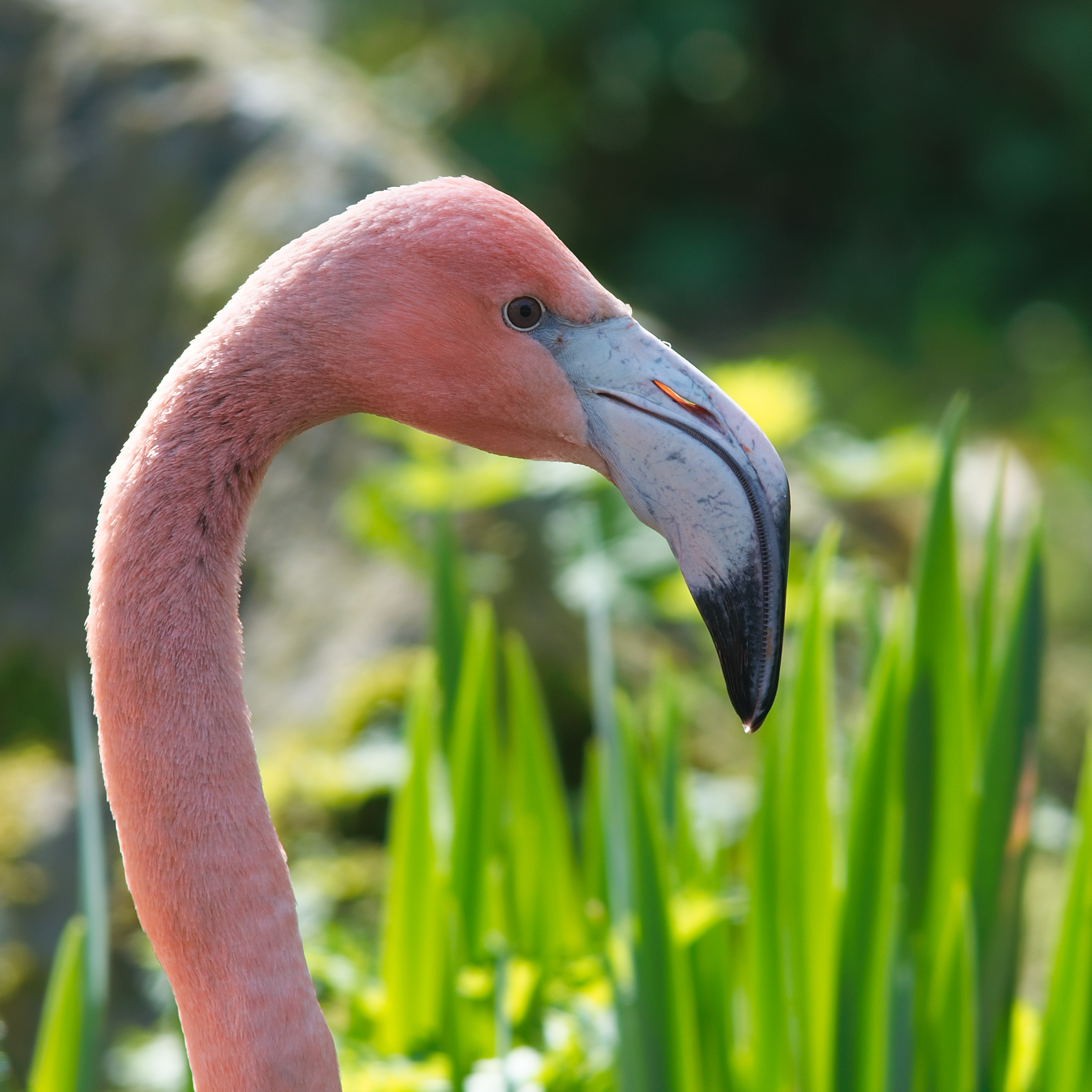
Primo piano di un fenicottero
- Fenicotteri in formazione che eseguono evoluzioni sulla salina prima di atterrare
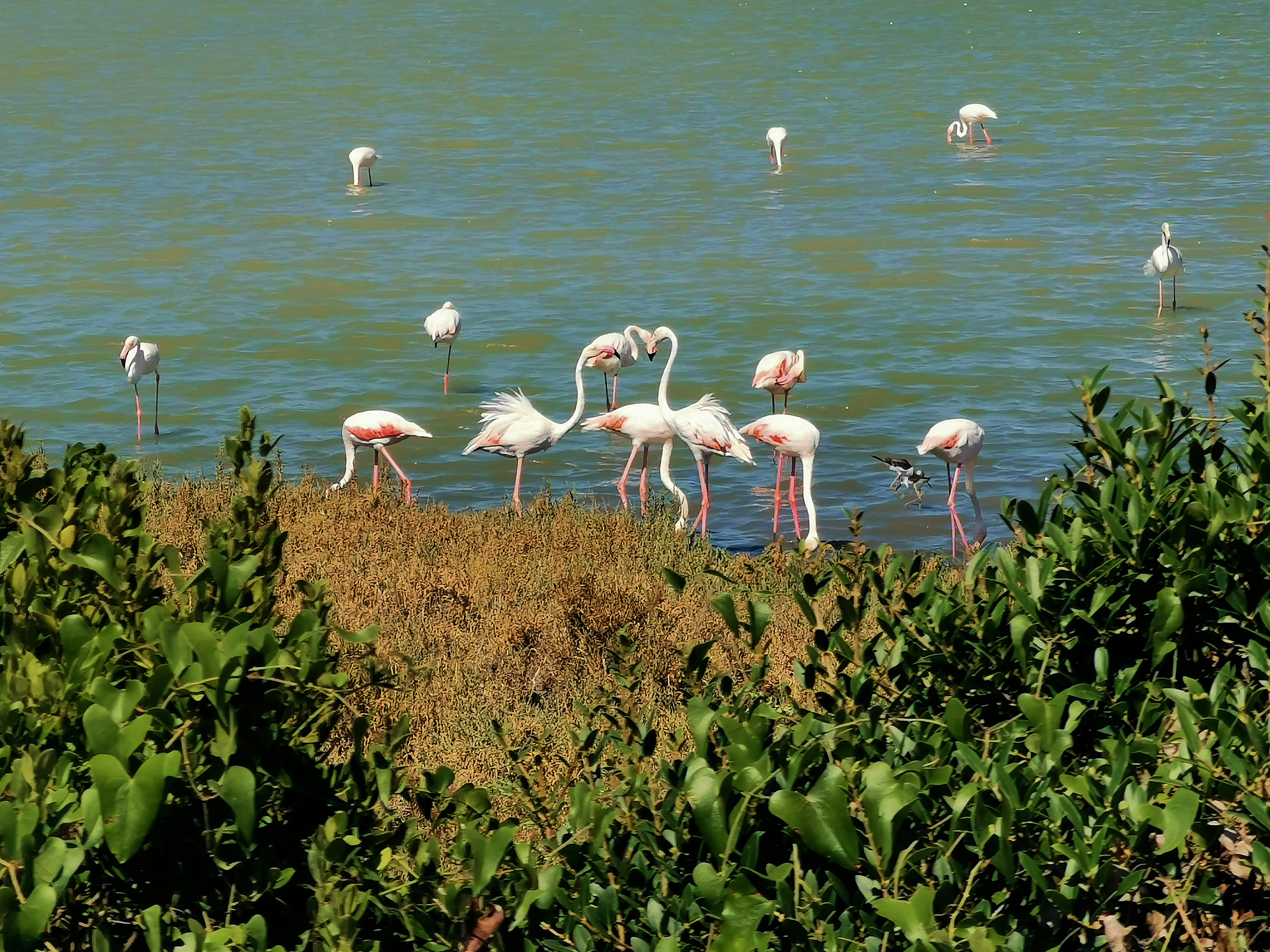
Fenicotteri rosa che filtrano l'acqua e il fondale della Salina dei Monaci in cerca di cibo
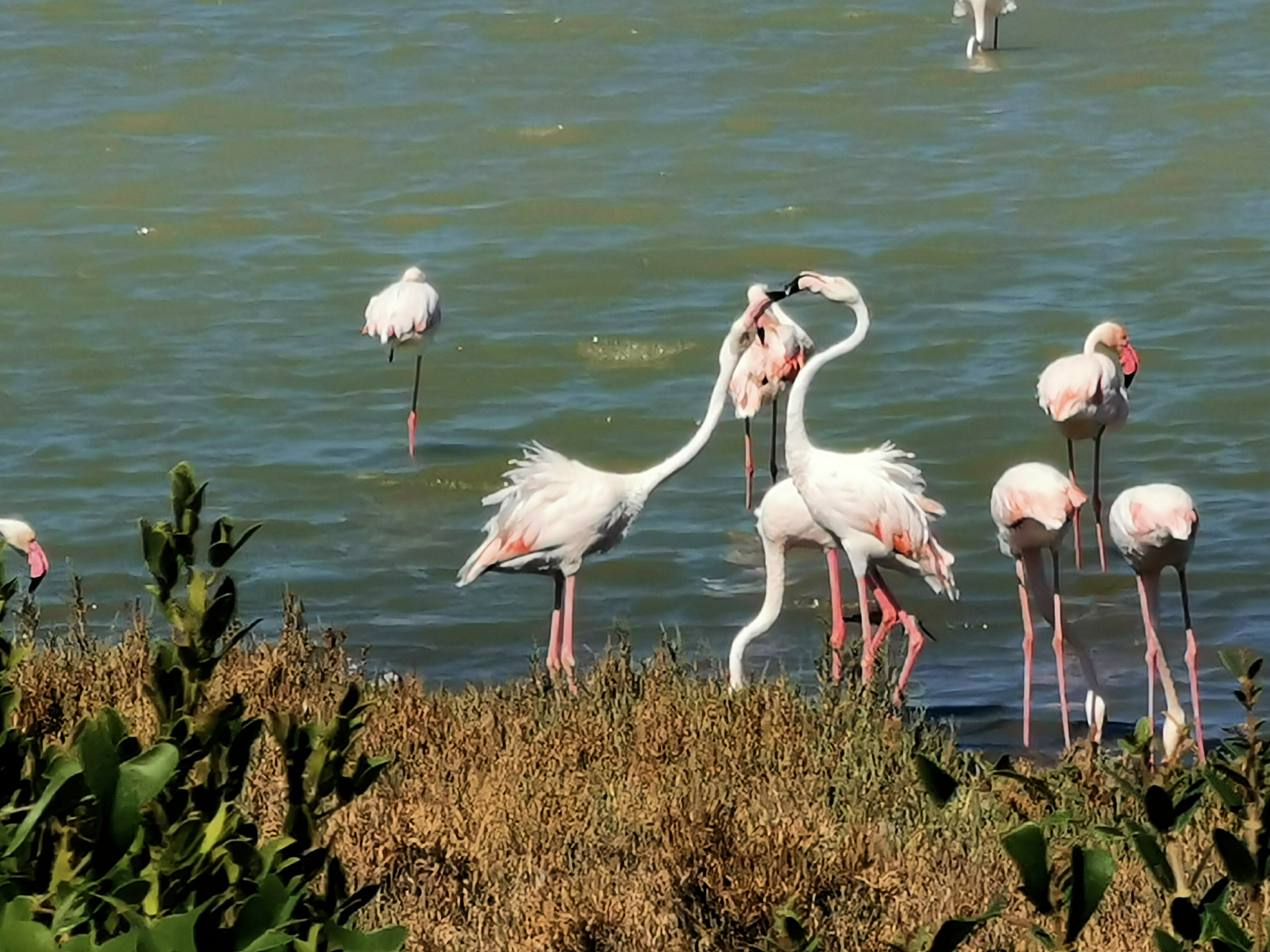
Fenicotteri rosa che filtrano l'acqua e il fondale della Salina dei Monaci in cerca di cibo
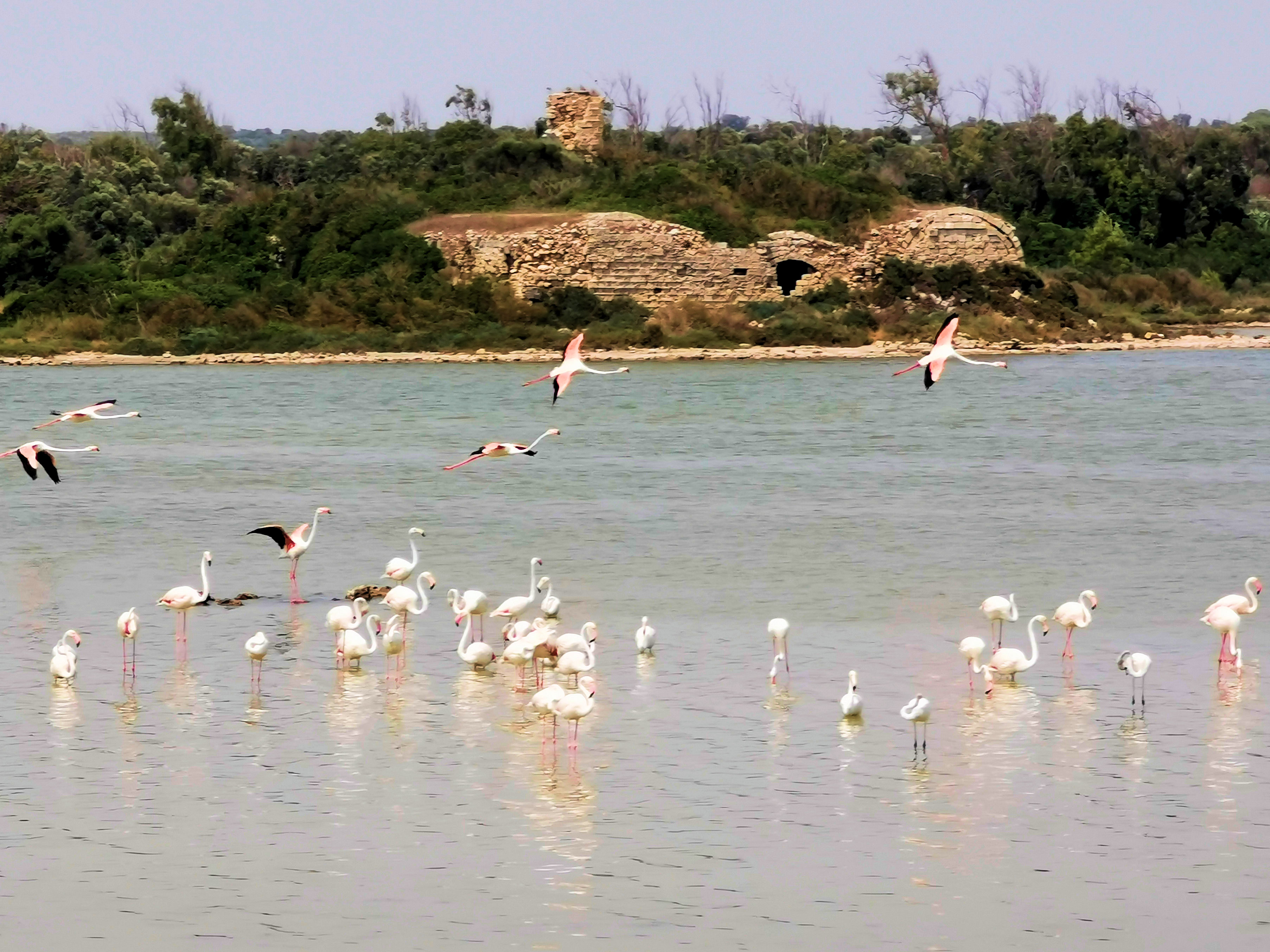
Fenicotteri che popolano la Salina dei Monaci di Torre Colimena
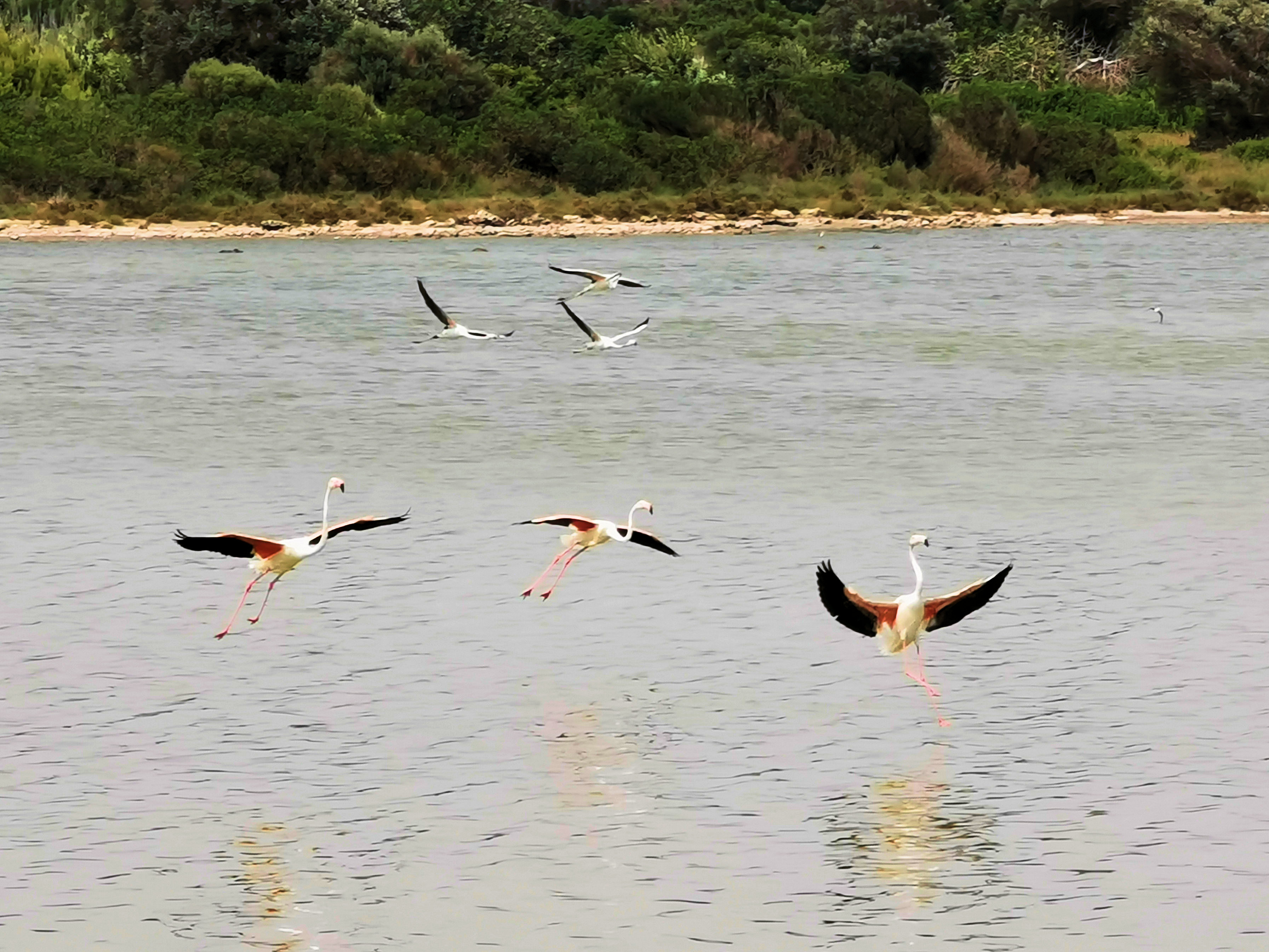
Fenicotteri che popolano la Salina dei Monaci di Torre Colimena
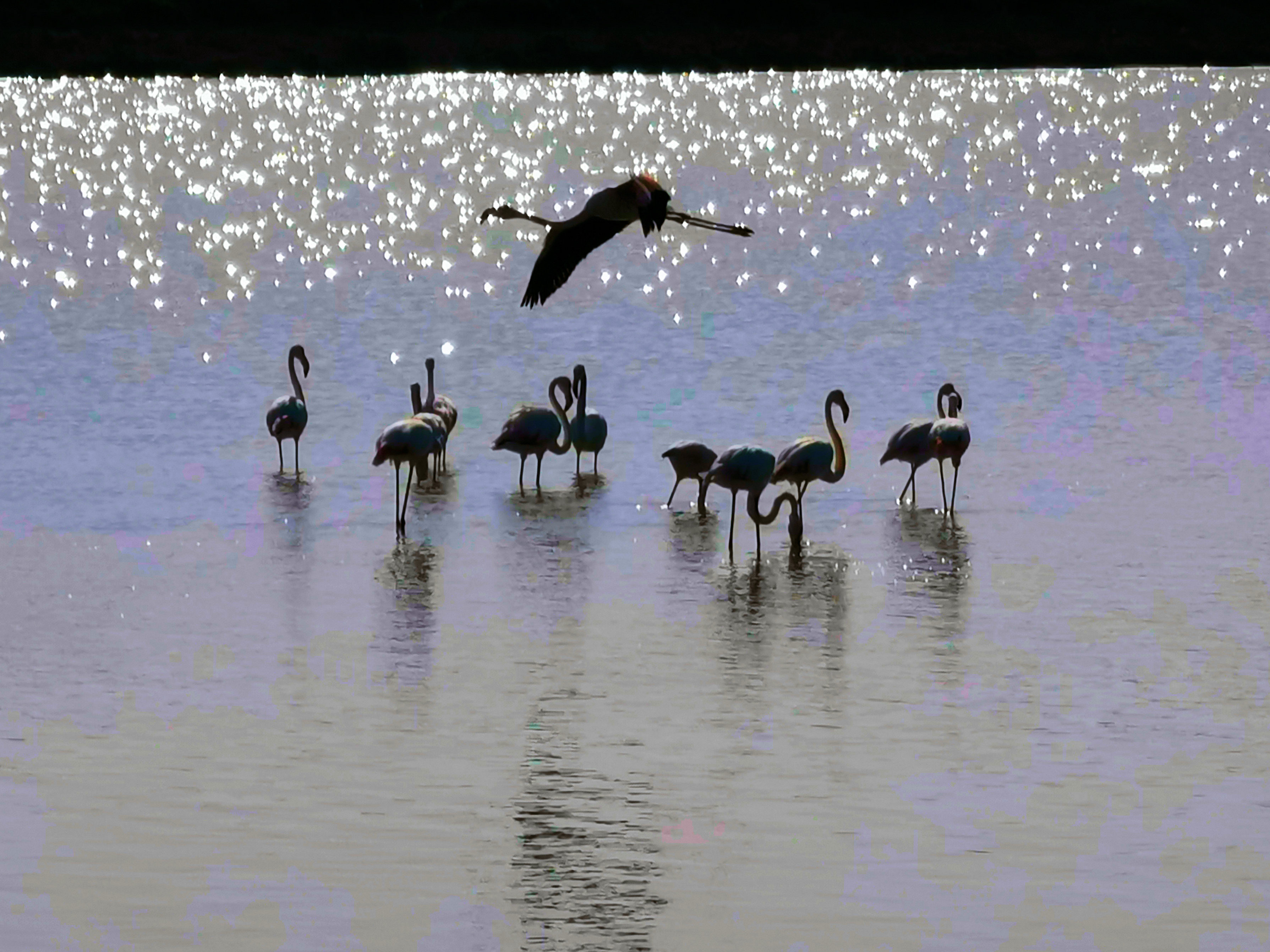
Fenicotteri che popolano la Salina dei Monaci di Torre Colimena
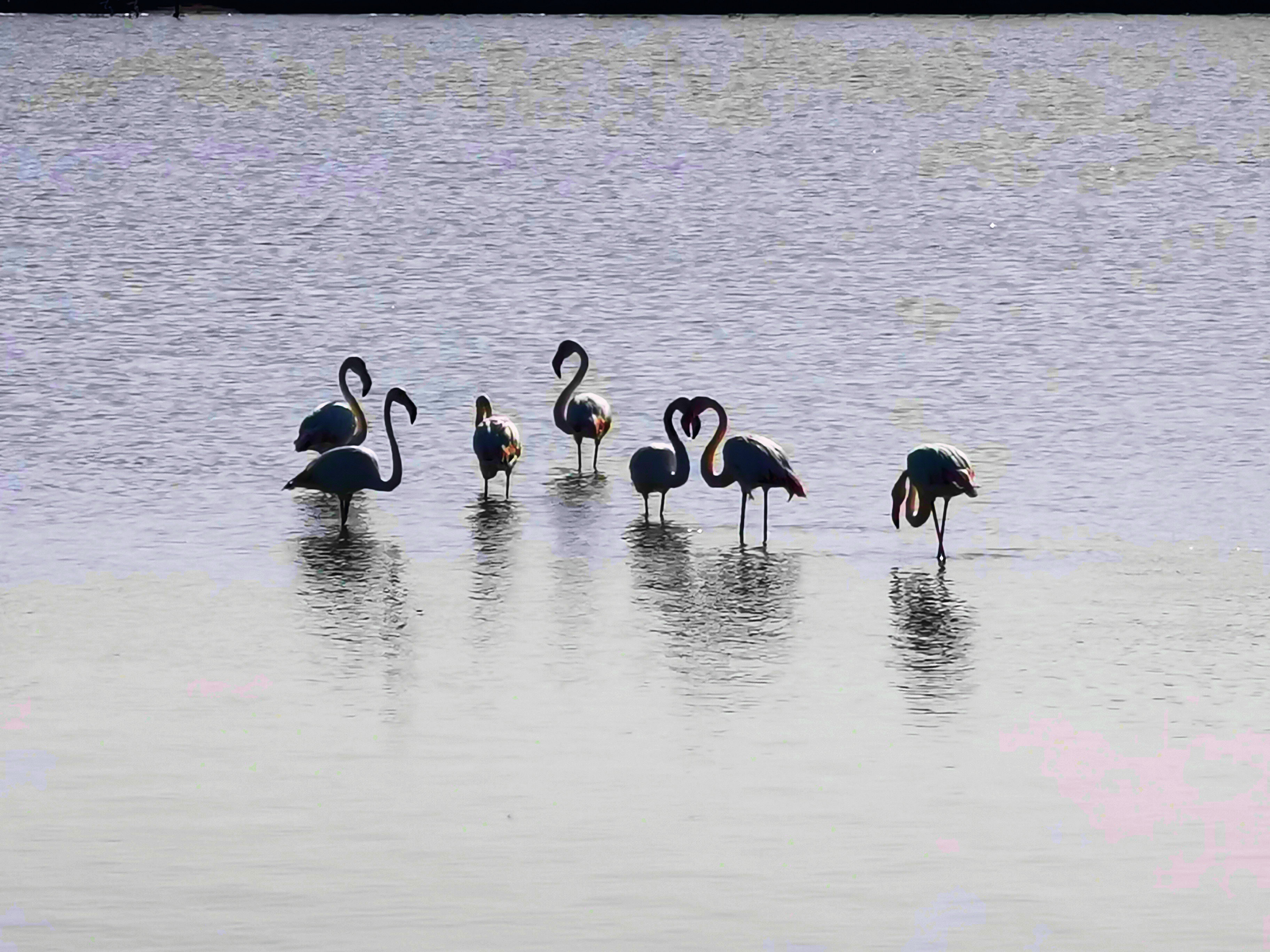
Fenicotteri che popolano la Salina dei Monaci di Torre Colimena
- Fenicotteri che popolano la Salina dei Monaci di Torre Colimena
- Fenicotteri che popolano la Salina dei Monaci di Torre Colimena

## Ciclo Vitale
I fenicotteri sono animali sociali; vivono in colonie il cui numero può arrivare al migliaio. Si pensa che queste grandi colonie abbiano tre scopi: evitare i predatori, massimizzare il consumo di cibo e usare in modo più efficiente siti di nidificazione poco adatti.
Prima di riprodursi, le colonie di fenicotteri si dividono in gruppi di riproduzione da circa 15 a 50 esemplari. In questi gruppi, sia i maschi che le femmine eseguono rituali d'accoppiamento sincronizzati. I membri di un gruppo stanno insieme e si esibiscono davanti agli altri membri prima allungando il collo, poi emettendo richiami scuotendo la testa e infine sbattendo le ali.
La dimostrazione non sembra diretta verso un altro esemplare preciso, ma in modo casuale. Questi spettacoli stimolano la "nidificazione sincrona" e aiutano ad accoppiare quegli uccelli che non hanno ancora un compagno.
I fenicotteri formano forti rapporti di coppia, sebbene nelle colonie più grandi, i fenicotteri possano decidere di cambiare partner, presumibilmente perché ci sono più possibilità di scelta. 
Le coppie di Fenicotteri costruiscono e difendono i territori di nidificazione. Individuano un punto adatto sulla distesa fangosa per costruire un nido e di solito è la femmina a scegliere il posto.
L'accoppiamento di solito avviene durante la costruzione del nido, e a volte viene interrotto da un'altra coppia di fenicotteri che cerca di usurpare il sito di nidificazione per farne uso loro. I fenicotteri difendono aggressivamente il loro punto di nidificazione. 
Il nido viene costruito da entrambi ed entrambi collaborano alla protezione del nido e delle uova.
Sono stati documentati casi di coppie dello stesso sesso.
Dopo la schiusa delle uova, l'unico compito dei genitori è l'alimentazione dei piccoli. Sia il maschio e la femmina nutrono i pulcini con il latte del gozzo, prodotto da ghiandole che tappezzano la parte superiore del tratto digestivo (non solo il gozzo). L'ormone prolattina ne stimola la produzione. Questo latte contiene grassi, proteine, e globuli rossi e bianchi.
Per i primi 6 giorni dopo la schiusa delle uova, gli adulti rimangono vicino al nido. Intorno ai 7-12 giorni di vita, i pulcini cominciano a muoversi fuori dal loro nido e ad esplorare i dintorni. Quando hanno due settimane, i pulcini si riuniscono in gruppi, chiamati "microcrèches" (come degli asili nido), e i loro genitori li lasciano soli. Dopo un po' diventano "crèches" di migliaia di pulcini. I pulcini che non stanno all'interno delle loro crèches sono facili prede per i predatori.